# Elyn Zimmerman
Elyn Zimmerman, née le 16 décembre 1945 à Philadelphie, est une sculptrice connue pour ses œuvres liés à l'art environnemental. Elle a participé à plusieurs exposition au MoMa. Elle crée une fontaine en mémoire des victimes de l'attentat du World Trade Center de 1993 qui est détruite lors des attentats du 11 septembre 2001.